# جعفرآباد (ورزقان)
جعفرآباد یکی از روستاهای استان آذربایجان شرقی است که در دهستان جوشین بخش خاروانا شهرستان ورزقان واقع شده‌است.